# Gaj (gmina Nevesinje)
Gaj (cyr. Гај) – wieś w Bośni i Hercegowinie, w Republice Serbskiej, w gminie Nevesinje. W 2013 roku liczyła 15 mieszkańców.